# Андріївка (Докучаєвська міська громада)
Андрі́ївка — село Докучаєвської міської громади Кальміуського району Донецької області, Україна. Відстань до райцентру становить близько 46 км і проходить переважно автошляхом Н20. Землі села межують із територією Старобешівського району Донецької області.
Із серпня 2014 р. перебуває на території, яка тимчасово окупована російськими терористичними військами.

## Загальні відомості
Андріївка — центр сільської ради. Розташована за 11 км від залізничної станції Доля. Населення — 670 осіб. Сільській раді підпорядковані також населений пункт Доля.
У 1970-х роках у селі містилася центральна садиба колгоспу ім. Мічуріна, який мав 3696 га орної землі. Вирощуювалися зернові культури; тваринництво було переважно м'ясного напряму. Розвивалися птахівництво, садівництво, бджільництво. У 1968 році тут вироблено на 100 га сільгоспугідь 418,7 цнт молока і 60,2 цнт м'яса. 9 передовиків нагороджені орденами і медалями, у тому числі голова артілі В, М. Даниленко — орденом Леніна.
У селі — школа, клуб, бібліотека, храм. Працюють 2 магазини.

## Історія
Андріївка заснована у 1908 році переселенцями з Катеринославської губернії.
В Андріївці розкопано кургани з похованням доби ранньої бронзи.

## Населення
Згідно з переписом УРСР 1989 року чисельність наявного населення села становила 703 особи, з яких 321 чоловік та 382 жінки.
За переписом населення України 2001 року в селі мешкало 670 осіб.

### Мова
Розподіл населення за рідною мовою за даними перепису 2001 року:
| Мова       | Відсоток |
| ---------- | -------- |
| українська | 79,25 %  |
| російська  | 20,15 %  |
| вірменська | 0,45 %   |

## Відомі люди
У селі народилися:
- Шептуха Валерій Сергійович (25 травня 1940 р.) — український журналіст, Член Національної спілки журналістів України, член Всеукраїнської спілки краєзнавців.